# 李再光
李再光（1929年—2020年4月10日），男，湖南浏阳人，中国激光技术专家，曾任华中工学院教授、博士生导师。